# Národní vyznamenání za vědu
Národní vyznamenání za vědu (anglicky National Medal of Science) je vyznamenání, které uděluje prezident Spojených států amerických vědcům a inženýrům za objevy či výzkum v behaviorálních a společenských vědách, biologii, chemii, inženýrství, matematice a fyzice. Dvanáctičlenná komise sestává ze zaměstnanců Národní vědecké nadace (NSF). 17. listopadu 2010 udělil prezident Barack Obama deset vyznamenání, čímž se počet držitelů zvýšil na 461.
Vyznamenání se uděluje od roku 1962 a původně se mělo udělovat jen za „fyziku, biologii, matematiku nebo inženýrství“.

## Významní laureáti
- Norbert Wiener
- Vannevar Bush
- Harold Urey
- Claude Shannon
- Paul J. Cohen
- B. F. Skinner
- Ernst Mayr
- John Archibald Wheeler
- Barbara McClintock
- Earl Sutherland
- Linus Pauling
- Kurt Gödel
- Wernher von Braun
- Edward O. Wilson
- Severo Ochoa
- Richard P. Feynman
- Edward Teller
- Stanley Cohen
- Jang Čen-ning
- James Van Allen
- Leonid Hurwicz
- Stephen Cole Kleene
- Robert K. Merton
- James D. Watson
- Steven Weinberg
- Edward Witten
- Torsten Wiesel